# Órakirály
Az Órakirály egy kitalált szereplő, egy bűnöző a DC Comics képregényeiben. Batman egyik ellenfele. Ezt az álnevet eredetileg William Tockman, majd később Temple Fugate is használta. Ám ez az ismertető a továbbiakban csak Fugate-re tér ki.

## Jellemzése
Az Órakirály egy rendkívül precíz bűnöző, aki eredetileg egy óragyár bajbajutott tulajdonosa volt. Történt ugyanis, hogy a cégét érintő bírósági tárgyalás reggelén azt a tanácsot kapta egy idegentől, hogy próbáljon egy kicsit lazítani, mivel így túlzottan feszült lenne a bíróság előtt. Vagyis változtassa meg kissé a mindennél fontosabb napirendjét, és az ebédjét kicsit később, a szabadban költse el. Sajnos azonban minden balul sült el, így a tárgyalásról elkésett, és a perhez szükséges iratai is eláztak. Ráadásul a bíróságon jött rá, hogy a tanácsot adó idegen volt az ügyész. A pert így elvesztette, és a gyára tönkrement.
Hét évvel később bűnözőként tért vissza, hogy tönkretegye az ügyészt, Hamilton Hillt, akiből addigra Gotham City polgármestere lett. Mivel ebben Batman igyekezett útját állni, így a Denevéremberrel is többször megütközött. Az egyik alkalommal egy trezorba zárta, és majdnem megölte.

## Kinézete
Mindig makulátlan öltönyt és kemény kalapot visel. Órakirályként olyan szemüveget hord, amelynek lencséjén óramutatók is vannak (mintha az egy óra számlapja volna.) Emellett egy óramutató alakú sétapálcát is hord.

## Fegyverzete
Fegyverként robbanó, vagy bolaként az ellenfelet foglyul ejtő zsebórákat használ, valamint a hegyes sétapálcájával vív.

## Képességei
Az Órakirály egy technikai zseni, aki számos halálos szerkezetet épített. Emellett az idő és a részletek megszállottja, így másodperc pontosan és rendkívül precízen megtervezi minden lépését, ezáltal könnyedén lepi meg ellenfeleit.

## Filmekben
Az Órakirályt láthattuk az 1992-es Batman rajzfilmsorozatban (Batman Animated series).

## Fordítás
- Ez a szócikk részben vagy egészben  a   clock king című angol Wikipédia-szócikk fordításán alapul.  Az eredeti cikk szerkesztőit annak laptörténete sorolja fel. Ez a jelzés csupán a megfogalmazás eredetét és a szerzői jogokat jelzi, nem szolgál a cikkben szereplő információk forrásmegjelöléseként.